# Grad Spendrup
Das Grad Spendrup (Einheitenzeichen: °Spd), benannt nach dem dänischen Branntweinbrenner Peter Mathias Spendrup, war eine in Dänemark gebräuchliche Einheit für die Bestimmung des Alkoholgehaltes.
7,25 °Spd = 37,5 Vol.-%